# 馬特森 (密蘇里州)
馬特森（英語：Matson）是位於美國密蘇里州聖查爾斯縣的非建制地區。

## 歷史
馬特森的郵局於1893年設立，其後於1971年停運。

## 地理
馬特森所處的海拔為高於海平面158米（即518英呎），而該地所採用的時區為UTC-6，即北美中部時區（CST）。同時該地設有夏令時間，為UTC-6調快一小時，即UTC-5（CDT）。